# マーカス岬
マーカス岬（マーカスみさき、英: Cape Merkus）はパプアニューギニア ニューブリテン島 西ニューブリテン州にある岬。
ニューブリテン島南海岸西部のL字型の小さな半島、アラウェ半島の先端に位置し、ソロモン海に面している。岬の南から西の沖にかけてアラウェ諸島と呼ばれる小さな諸島が浮かぶ。1943年後半の時点では、この岬一帯はプランテーションのココナッツの木で覆われており、岬から沖合の島々にかけては湿地帯だった。海岸線のほとんどは石灰岩による断崖だった。半島の付け根から6.4km東に小さな不時着場があった。
太平洋戦争中の1942年、日本軍が占領した。連合国軍はカートホイール作戦にともなう西ニューブリテン上陸（ツルブの戦い）の陽動、および対ラバウル用の航空基地確保を目的として、1943年12月15日にマーカス岬に上陸した。戦闘は翌年2月まで続いたが、日本軍に転進命令が出たためこの地での戦闘は終結した。この地域一帯の名称は、日本側では「マーカス岬」と呼び、連合国側では「アラウェ」と呼んでいた。